# Skarf
Skarf (hangul: 스카프) var en sydkoreansk tjejgrupp bildad år 2012 av Alpha Entertainment.
Gruppen bestod av medlemmar även från andra länder, främst Singapore, och har varit inaktiv sedan 2014.

## Karriär

### Bakgrund
Skarf bestod vid debuten av de fyra originalmedlemmarna Tasha, Jenny, Sol och Ferlyn, varav Tasha var gruppens ledare.
Gruppnamnet kommer ursprungligen från det engelska ordet "Scarf", fast i Skarf står bokstaven "S" för Singapore och "K" för Korea, de två länder som gruppens medlemmar kom från. Skarf var också den allra första idolgruppen blandad med medlemmar från Sydkorea och Singapore. De utländska medlemmarna Tasha och Ferlyn hade redan ett intresse för koreansk kultur och kunde tala flytande koreanska trots endast ett år i landet vid debuten.

### Debut med "Oh! Dance"

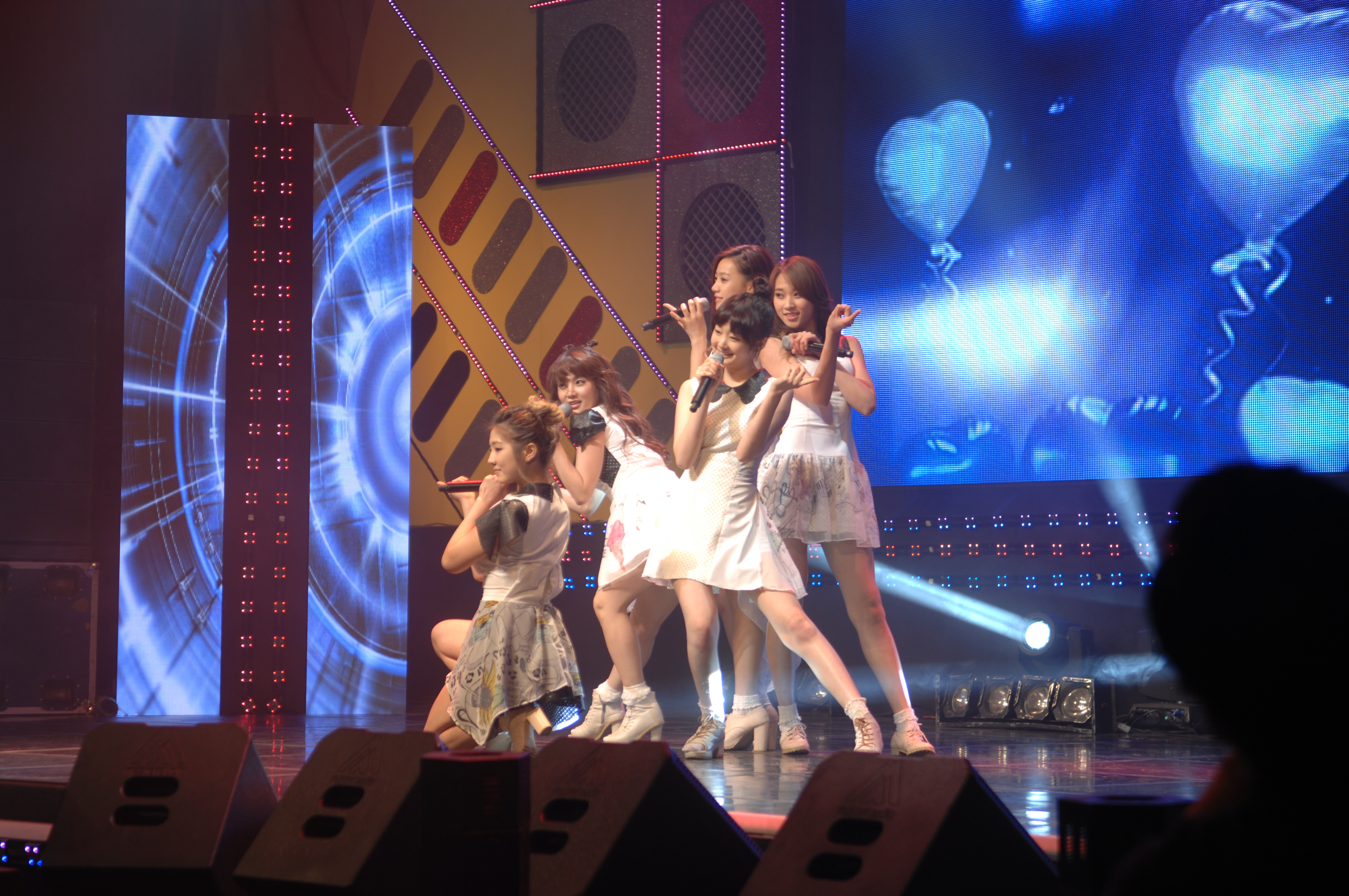
Skarf i mars 2013

Den 9 augusti 2012 släpptes den första teasern från musikvideon tillhörande den nya tjejgruppen Skarfs debutsingel "Oh! Dance", producerad av duon Honeydew'o. Den 10 augusti 2012 släpptes individuella teaservideor för att introducera varje gruppmedlem, och den 11 augusti sändes det första avsnittet av reality-programmet Oh My SKARF på TV-kanalen MBC Music. Serien som följer gruppen inför sin debut pågick i totalt fem avsnitt.
Efter ytterligare en teaser från gruppens första musikvideo den 13 augusti, släpptes till slut debutsingeln "Oh! Dance" den 14 augusti tillsammans med hela den tillhörande musikvideon. På gruppens självbetitlade singelalbum Skarf inkluderades förutom debutsingeln även en låt med titeln "My Love", skriven av personerna bakom sångerskan Ailees hitlåt "Heaven". Samma dag presenterades också gruppen för första gången live vid ett evenemang som hölls för media i Seoul, där Skarf fick framträda med både "Oh! Dance" och "My Love".
Gruppen började under kommande veckor marknadsföra sin singel i musikprogram som Music Bank på KBS, M! Countdown på Mnet, och Show! Music Core på MBC. Den 18 och 19 augusti marknadsförde sig gruppmedlemmarna själva genom att personligen dela ut solfjädrar med gruppens bilder på i städer som Daejeon, Daegu, Busan och Gwangju, något som väckte uppmärksamhet då det är ovanligt för idolgrupper att göra. Efter marknadsföringen av "Oh! Dance" fokuserade gruppen även på att försöka marknadsföra sin andra låt "My Love" ytterligare. I oktober 2012 var gruppens ledare Tasha även med i en reklamfilm för mobilföretaget Pantech.

### Medlemsförändringar,Luv Virusoch inaktivitet
I slutet av december 2012 rapporterades det att Skarf genomgått förändringar och nu bestod av fem medlemmar istället för fyra, detta efter att Sol lämnat gruppen av personliga skäl och de två nya medlemmarna JooA och Hana anslutit sig till kvarvarande Tasha, Jenny och Ferlyn. I januari 2013 gjorde Skarf reklam i Singapore för Samsungs Samsung Galaxy Camera från produktfamiljen Samsung Galaxy.
Den 28 maj 2013 släpptes individuella videoteasers inför gruppens återkomst med singeln "Luv Virus", samt deras allra första album med samma titel. Den 31 maj 2013 släpptes musikvideon till singeln "Luv Virus", samt albumet Luv Virus som innehåller totalt fem låtar.
Sedan 2014 har gruppen varit inaktiv. Ferlyn lämnade först gruppen och påbörjade en solokarriär, vilket ledde till att fyra medlemmar återstod senast de var aktiva. Gruppen är däremot inte officiellt upplöst. I juni 2014 deltog gruppmedlemmen Tasha i den andra säsongen av TV-programmet Dancing 9 på Mnet.

## Medlemmar
| Artistnamn   | Artistnamn | Födelsedatum     | Födelseplats | Medlemstid          |
| Romanisering | Hangul     | Födelsedatum     | Födelseplats | Medlemstid          |
| Senaste      | Senaste    | Senaste          | Senaste      | Senaste             |
| ------------ | ---------- | ---------------- | ------------ | ------------------- |
| JooA         | 주아       | 28 januari 1990  | Sydkorea     | dec 2012 – 2014     |
| Tasha        | 타샤       | 11 oktober 1993  | Singapore    | aug 2012 – 2014     |
| Hana         | 하나       | 12 augusti 1995  | Japan        | dec 2012 – 2014     |
| Jenny        | 제니       | 16 februari 1996 | Sydkorea     | aug 2012 – 2014     |
| Tidigare     |            |                  |              |                     |
| Sol          | 솔         | 12 maj 1991      | USA          | aug 2012 – dec 2012 |
| Ferlyn       | 페린       | 1 februari 1992  | Singapore    | aug 2012 – 2014     |

## Diskografi

### Album
| Albuminformation                              | Topplacering          |
| Albuminformation                              | Sydkorea (Gaon Chart) |
| --------------------------------------------- | --------------------- |
| Skarf (singelalbum) - Släppt: 13 augusti 2012 | —                     |
| Luv Virus (EP-skiva) - Släppt: 31 maj 2013    | 19                    |

### Singlar
| År   | Titel       | Topplacering          |
| År   | Titel       | Sydkorea (Gaon Chart) |
| ---- | ----------- | --------------------- |
| 2012 | "Oh! Dance" | —                     |
| 2013 | "Luv Virus" | —                     |